# Круликовский, Стефан Александрович
Стефан Александрович Круликовский (пол. Stefan Królikowski, псевдонимы Н. Глинский, Садовник, Бартошевич, Киприан, Бартоломей; 26 ноября 1881, Варшава — 21 августа 1937, Москва) — деятель польского социалистического и коммунистического движения.

## Биография
Родился в Варшаве в семье сапожника и садовника Александра Круликовского и прачки Джоанны Цимерман. По профессии садовник. Самоучка. Закончил два класса частной школы Ауэрбаха.
С 1900 года — член Польской социалистической партии. В 1901-1906 неоднократно арестовывался и заключался в тюрьму (в 1904 году сидел в X павильоне Варшавской цитадели), выпущен под надзором полиции. В 1905 году на Седьмом съезде Польской социалистической партии был избран в Комитет трудовой Варшавы. Арестован в 1906 году, снова заключён в X павильон Варшавской цитадели. Решением Варшавского военного окружного суда от 21 марта 1907 года приговорен к 5 годам лишения свободы (арестантская рота). В 1911 году вернулся в Польшу. В годы 1912 - 1915 был членом Центрального рабочего комитета ППС-левицы.
Во время Первой мировой войны представителя партию в Межгрупповом совета рабочих в Варшаве, работал в Экономическом комитете рабочих. В 1915 году арестован царскими властями, выслан в административном порядке в село Пировское в Восточной Сибири.
После Февральской революции и свержении царского режима освобождён по амнистии, объявленной Временным правительством. Создал секцию ППС-левицы в Петрограде, член Центрального исполнительного комитета ППС-левицы в России, сотрудничал в социалистических изданиях. Участник первого Всероссийского съезда военных поляков, состоявшегося в конце мая 1917 года в Петрограде. Кандидат в депутаты городской Думы, член Петроградского совета рабочих и солдатских депутатов.
После Октябрьской революции и создания советским правительством в конце 1917 года специального органа по польским делам — Польского комиссариата — являлся в нём руководителем отдела военнопленных. Входил в Совет польских организаций революционеров-демократов. Участвовал в переговорах с руководством 1-го Польского корпуса, под командованием генерала Довбор-Мусницкого направленного на подавление революции.
В апреле 1918 вернулся в оккупированную Центральными державами Польшу. Выступал за воссоединение ППС-левицы и СДКПиЛ. Организатор Совета рабочих делегатов Домбровского бассейна. Активно участвовал в работе по организации Варшавского Совета (создан 11 ноября 1918 года). Участник II (XII) съезда ППС-левицы в декабре 1918 года.
Участник I съезда Коммунистической рабочей партии Польши (КРПП), состоявшегося 16 декабря 1918 года в Варшаве, был избран в состав первого ЦК КРПП, был соавтором программы партии.
В январе 1919 года арестован польскими властями, находился в тюрьме до июля этого года.
В июне-июле 1921 года был членом делегации польской компартии на Третьем съезде Коминтерна в Москве, 14 июля 1921 года избран в состав Исполнительного комитета Коминтерна.
Участник первого съезда Красного интернационала профсоюзов, избран в состав его Центрального совета.
30 октября 1921 года арестован на конференции Коммунистической партии Восточной Галиции, на Святоюрском процессе участников конференции (Львов, 21 ноября 1922 года — 11 января 1923 года) приговорён к трем годам каторжных работ.
Находясь в заключении, на выборах, состоявшихся 5 ноября 1922 года, избран в Сейм первого созыва от района №1 Варшавы, став одним из двух коммунистов, избранных в сейм по спискам Союза пролетариата города и деревни (второй — Станислав Ланьцуцкий).
26 января 1923 по инициативе членов парламента Норберта Барлицкого и Германа Либермана сейм принял резолюцию, призывающую к освобождению Круликовского, чтобы тот мог реализовать свой мандат, после чего освобождён 31 января 1923 года.
Участник Второго съезда Коммунистической партии Польши (октябрь 1923 года), где избран членом Политбюро ЦК КПП.
На Пятой конгрессе Коминтерна в июле 1924 решением «польской комиссии» под руководством Иосифа Сталина, утверждённом Исполкомом Коминтерна, снят с руководящей должности в партии как «сторонник правого курса».
После основания 6 ноября 1924 года депутатской фракции коммунистов в парламенте был её первым председателем. В конце 1924 года уехал за границу и 25 октября 1925 в письме из Берлина отказался от депутатского мандата, который был передан Адольфу Варскому.
В 1925-1926 годы проживал в СССР, опасаясь ареста из-за его антиправительственных выступлений в парламенте.
С 1929 года он снова вернулся в Советский Союз и далее проживал здесь. Перед своим арестом проживал на улице Маросейка, д. 6/8, кв. 2
Арестован органами НКВД 11 мая 1937 года. 21 августа 1937 года Военной коллегией Верховного суда СССР приговорен к расстрелу по обвинению в участии в контрреволюционной «Польской военной организации», в тот же день расстрелян. Кремирован и захоронен на Донском кладбище Москвы.
Реабилитирован 29 апреля 1955 года решением Военной коллегии Верховного суда СССР.